# Masayuki Yanagisawa
Masayuki Yanagisawa (柳沢 将之, Yanagisawa Masayuki) est un footballeur japonais né le 27 août 1979 dans la préfecture de Kanagawa.